# Stubbs Pass
Stubbs Pass är ett bergspass i Antarktis. Det ligger i Västantarktis. Argentina, Chile och Storbritannien gör anspråk på området. Stubbs Pass ligger 493 meter över havet.
Terrängen runt Stubbs Pass är varierad. Trakten är obefolkad. Det finns inga samhällen i närheten.